# Evattu
Evattu eller Evattujärvi är en sjö i Finland. Den ligger i kommunen Nastola i landskapet Päijänne-Tavastland, i den södra delen av landet, 110 km norr om huvudstaden Helsingfors. Evattu ligger 161 meter över havet. I omgivningarna runt Evattu växer i huvudsak blandskog. Arean är 22,5 hektar och strandlinjen är 3,38 kilometer lång. Sjön  ingår i Kymmene älvs huvudavrinningsområde. 